# Сімо-Камаґарі (Хіросіма)
Сімо́-Камаґа́рі (яп. 下蒲刈町, しもかまがりちょう, сімо-камаґарі-сі) — колишнє містечко в Японії, в повіті Акі в південній частині префектури Хіросіма. Засноване 1 січня 1962 року. Займало територію острова Сімо-Камаґарі. Станом на 2002 рік населення становило 2 259 осіб. 1 квітня 2003 року увійшло до складу міста Куре.

## Географія
Сімо-Камаґарі розташовується на острові Сімо-Камаґарі у Внутрішньому Японському морі. На сході містечка, через протоку Санносе, знаходиться острів Камі-Камаґарі. За 2 км на південь від острова Сімо-Камаґарі лежать три безлюдні острови — Хікубе, Камі-Ґуро, Сімо-Ґуро, які підпорядковуються містечку.
Рельєф Сімо-Камаґарі гористий. Найвища точка містечка — гора Охіра (275 м) на острові Сімо-Камаґарі.
Житлові масиви розташовані переважно в північній, східній та південній частинах острова Сімо-Камаґарі. Західний берег майже не заселений.
Центральний район містечка — Санносе. Він знаходиться у східній частині острова Сімо-Камаґарі. Цей район відомий з 13 століття як портове поселення і транспортний вузол на Внутрішньому Японському морі. В середньовіччі Санносе був базою піратів з роду Таґая, а в новому часі став морською станцією Хіросіма-хану.

## Історія
Містечко Сімо-Камаґарі було засновано 1 січня 1962 шляхом перейменування села Сімо-Камаґарідзіма на Сімо-Камаґарі та надання йому статусу містечка Японії.
1965 року в районі Санносе було прокладено місцеву систему водопостачання. 1966 року її розширили до району Сімодзіма, а 1968 року — до району О-Дзідзо. 1974 року ця система була замінена централізованим водопостачанням завдяки прокладанню до острова труб водопроводу Акінада з острова Хонсю.
1967 року влада префектури Хіросіма завершила будівництво автошляху по всьому периметру острова Сімо-Камаґарі. 1973 року розпочав роботу містечковий автобус. 1979 року було прокладено тунель Осіта, на південному сході Сімо-Камаґарі, а 1981 року завершено роботи над тунелем миса Тендзін, на північному сході містечка.
1979 року влада префектури Хіросіма відкрила міст Камаґарі, що сполучив острови Сімо-Камаґарі та Камі-Камаґарі. 2000 року відкрився новий міст Акінада, що сполучив містечко Сімо-Камаґарі з містечком Кавадзірі повіту Тойота на острові Хонсю.
1 квітня 2003 року Сімо-Камаґарі приєдналося до міста Куре префектури Хіросіма.

## Райони
- О-Дзідзо (яп. 大地蔵, おおじぞう, «Великий Дзідзо»)

Розташований у південній частині острова Сімо-Камаґарі, на узбережжі.
- Ко-Дзідзо (яп. 小地蔵, こじぞう, «Малий Дзідзо»)

Розташований у південно-східній частині острова Сімо-Камаґарі, на узбережжі.
- Санносе

Розташований у східній частині острова Сімо-Камаґарі. Відомий як портове поселення і транспортний вузол на Внутрішньому Японському морі з періоду Хейан (794—1185). В 17 столітті Фукусіма Масанорі, володар Хіросіма-хану, збудував у ньому морську станцію, великий причал, сторожку, ставку намісника і чайну, перетворивши на політико-адміністративний та економіко-культурний центр острова. Протягом усього періоду Едо (1603—1867) в цьому портовому поселенні зупинялися корейські посли, голландські капітани та володарі Західної Японії, які прямували до сьоґунської резиденції в місті Едо.
- Сімодзіма (яп. 下島, しもじま, «Низ»)

Розташований у північно-східній частині острова Сімо-Камаґарі, на узбережжі.

## Освіта й охорона здоров'я
Школи
- Початкова школа Сімо-Камаґарі (район О-Дзідзо) — відкрилася 2002 року.
- Середня школа Сімо-Камаґарі (район Сімодзіма) — відкрилася 1947 року.

Лікарні
- Лікарня Сумійосі-хама (район Ко-Дзідзо) — терапевтичне, пульмонологічне, хірургічне, ортопедичне рентгенологічне відділення.

## Релігія
| Синто - Святилище Бендзайтен - Святилище Ватадзато | Буддизм - Ґуґандзі - Сьонендзі |

## Туризм
- Павільйон милування хвилями — пам'ятка архітектури національного значення (1935).
- Сад соснових хвиль — музейно-парковий комплекс. Початково історико-етнографічний музей містечка (1978).
- Руїни замку Маруя — резиденція піратів 14 — 16 століття, що діяли в районі островів Камаґарі.